# Нидан
«Нидан» — российский производитель пакетированных соков и сокосодержащих напитков, поглощённый компанией Coca-Cola. 
Создана 1 июня 1998 года в Новосибирске предпринимателями Игорем Шиловым, Леонидом Шайманом и Чабой Бальером. В конце сентября того же года был открыт первый завод «Нидан-Экофрукт», в котором был начат выпуск соков «ВВ».
Летом 1999 года фирмой освоен выпуск фруктовых соков под брендом «Чемпион», распространяющихся на федеральном рынке, в том числе и в Москве. Весной 2000 года начат выпуск соков «Да!», в январе 2001 года — соков «Моя семья». В том же году начинает строиться второй цех завода, связанный с увеличением мощности завода, вызванной популярностью продукции.
В 2002 году открыты склады в Котельниках. 27 июня 2003 года в Котельниках введён в эксплуатацию завод «Нидан-Гросс», ставший одним из крупнейших в России, на нём начинает разливаться продукция компании PepsiCo. Штаб-квартира компании перенесена в Котельники. В то же время заключён договор с рекламным агентством BBDO по продвижению продукции. 
В 2004 году компания начинает выпускать новую линейку соков — «Caprice» и чаи «Caprice tea». В 2005—2006 годах строится вторая очередь складских помещений в Подмосковье. В 2006 году начинается производство соков под маркой «Сокос», ранее принадлежавшей Останкинскому молочному комбинату. В 2007 году освоен выпуск соков для детского питания, также начат розлив соковой продукции Granini, введены в эксплуатацию склады второй очереди. В 2008 году на сибирском предприятии компании — «Нидан-Экофрукт» — освоен розлив соковой продукции Pepsico, а также выпуск квасов и холодного чая (май) под маркой «Моя семья». К 2007 году компания вышла на 3-е место по объёму производства соков в России, уступая лишь «Вимм-Билль-Данну» и «Лебедянскому».
1 сентября 2010 года фирма приобретена The Coca-Cola Company за $276 млн и включена в подразделение, управляющее предприятиями собственного розлива на развивающихся рынках. До 2007 года фирма принадлежала физическим лицам — Хавьеру Феррану, Луису Бачу Террикабрасу, Нилу Ричардсону, Игорю Шилову и Андрею Яновскому, позднее пакет акций приобретён британской инвесткомпанией Lion Capital (размер пакета не сообщался), с 2010 года — 100 % акций принадлежали одной из структур Coca-Cola.
Выручка компании в 2010 году составила 6,9 млрд руб. (в 2009 году — 6,31 млрд руб., в 2008 году — 8,02 млрд руб.).
1 июня 2014 года в ходе оптимизации производства компания Coca-Cola закрыла все предприятия, приобретённые у «Нидана», персонал заводов на момент закрытия составлял около 1 тыс. сотрудников. Торговая марка «Моя семья» была передана бывшим заводам фирмы «Мултон», принадлежащим Coca-Cola с 2005 года. Остальные торговые марки «Да!» и «Caprice» прекратили своё существование.